# Jupiterov hram u Splitu
Jupiterov hram u Splitu je hram posvećen bogu Jupiteru, glavnom božanstvu starih Rimljana. Nalazi se u zapadnom dijelu Dioklecijanove palače u neposrednoj blizini Peristila, centralnog trga carskog kompleksa, u ulici Kraj sv. Ivana 1. Sagrađen je krajem 3. stoljeća, u vrijeme gradnje carske palače, a vjerojatno već u 6. stoljeću posvećen je u krstionicu sv. Ivana Krstitelja. Pred samim ulazom u hram nalazi se jedna od dvanaest sfingi dopremljenih iz Egipta po naredbi cara Dioklecijana.

## Povijest
Jupiterov hram je građen od 295. do 305. god, kao dio palače cara Dioklecijana. Vjerojatno je bio posvećen vrhovnom rimskom božanstvu i Dioklecijanovom božanskom ocu Jupiteru. Hram se nalazi zapadno od središnjeg dijela palače koji je bio religijski dio, a do kojeg se dolazilo svečanim prilazom. Budući da je car neplanirano abdicirao s trona 305. godine te doputovao iz Nikomedije u palaču, završni radovi na izgadnji palače su prekinuti, pa su dijelovi hrama ostali nezavršeni.
Tijekom kasne antike i ranog srednjeg vijeka hram je pretvoren u krstionicu posvećenu sv. Ivanu Krstitelju, a kripta je posvećena svetom Tomi.
U 13. stoljeću je unutar krstionice smješten krsni zdenac izrađen od dijelova oltarne pregrade iz 11. stoljeća koja se prvotno nalazila u katedrali. Na jednoj od mramornih ploča uklesan je najstariji prikaz hrvatskog kralja, Krešimira IV. ili Zvonimira. U unutrašnjosti su sačuvana dva sarkofaga u kojima su pokopani splitski nadbiskupi, Ivan II. (10. st.) i Lovro († 1099.). Unutra se nalazi i veliki Meštrovićev brončani kip svetog Ivana Krstitelja.
Bačvasti kasetirani svod hrama utjecao je svojim oblikom na dalmatinsku ranorenesansnu umjetnost, što se najbolje očituje na primjeru Alešijeve krstionice i kapele bl. Ivana u Trogiru. Nad svodom je u 11. stoljeću sagrađen ranoromanički zvonik, sličan onome koji se i danas nalazi na crkvi Gospe od Zvonika nad Željeznim vratima, koji je uklonjen oko 1840. godine u skladu s tadašnjim klasicističkim težnjama koje su zagovarale purifikaciju antičkih spomenika i građevina.
Godine 1907. uklonjeno je nekoliko kuća sa zapadne i južne strane, tako da je danas hram oslobođen od prigradnji, osim one na sjeverozapadnom uglu na koji je još uvijek naslonjena jedna kuća. Tih godina su izvršene ispune sljubnica i rekonstrukcije površine cementnim mortom.
Sfinga od crnog granita postavljena je pred hramom 1928. godine. Pred pročeljem je stajao trijem na šest stupova, a visoko postolje hrama skriva kriptu koja je bila pretvorena u kapelu sv. Tome. Krovište iznad svoda nikada nije bilo izvedeno. Ranoromanički zvonik podignut u 11. st., uklonjen je oko 1840. godine. U unutrašnjosti je krsni zdenac sastavljen od mramornim pluteja oltarne pregrade iz 11. st., izvorno iz katedrale. Na jednoj od ploča je najraniji prikaz hrvatskoga kralja u kamenoj plastici.

## Zaštita
Pod oznakom Z-4577 zaveden je pod vrstom "nepokretno kulturno dobro - pojedinačno", pravna statusa zaštićena kulturnog dobra, klasificirano kao "sakralne građevine".

## Vanjske poveznice
- Hramovi - Jupiterov hram  Arhivirana inačica izvorne stranice od 6. veljače 2010. (Wayback Machine)